# Borderline (canción)
«Borderline» es una canción interpretada por la cantante estadounidense Madonna, incluida en su álbum debut homónimo y publicada el 15 de febrero de 1984 como el quinto y último sencillo del álbum por Sire Records. También figuró en los recopilatorios The Immaculate Collection (1990) y Celebration (2009). Fue compuesta por el productor Reggie Lucas y remezclada por el entonces novio de Madonna, John «Jellybean» Benitez. En la canción, que fue escrita como una rebelión contra el machismo, Madonna usó una voz expresiva y refinada, mientras que la letra aborda el tema de un amor que nunca se cumplió.
Autores y críticos contemporáneos elogiaron la naturaleza dance pop de la melodía, pues la describieron como la pieza más compleja del álbum Madonna. El lanzamiento figuró en varias listas de las mejores canciones de todos los tiempos, entre las cuales se incluyen las elaboradas por las revistas Blender y Time. «Borderline» se convirtió en el segundo tema de Madonna en colocarse dentro de las primeras diez posiciones del Billboard Hot 100; además de ingresar a los primeros veinte de varios países europeos y encabezar la lista de sencillos en Irlanda.
En el video musical, la cantante aparece con un hombre latino que actúa como su novio, pero es cautivada por otro hombre, un fotógrafo británico, quien le pide posar y modelar para él. Sin embargo, una vez que hace lo anterior, decide regresar con su novio. El video generó interés entre académicos, quienes señalaron el uso del poder como simbolismo. Con el video, Madonna fue acreditada por romper el tabú de las relaciones interraciales y fue considerado uno de los momentos que más definieron su carrera, mientras que su lanzamiento, a través de la cadena MTV, sirvió para aumentar su popularidad aún más. Madonna interpretó «Borderline» en sus giras Virgin (1985) y Sticky & Sweet Tour (2008); además ha sido versionada por múltiples artistas, entre ellos Duffy, Jody Watley, Counting Crows y The Flaming Lips.

## Antecedentes y composición

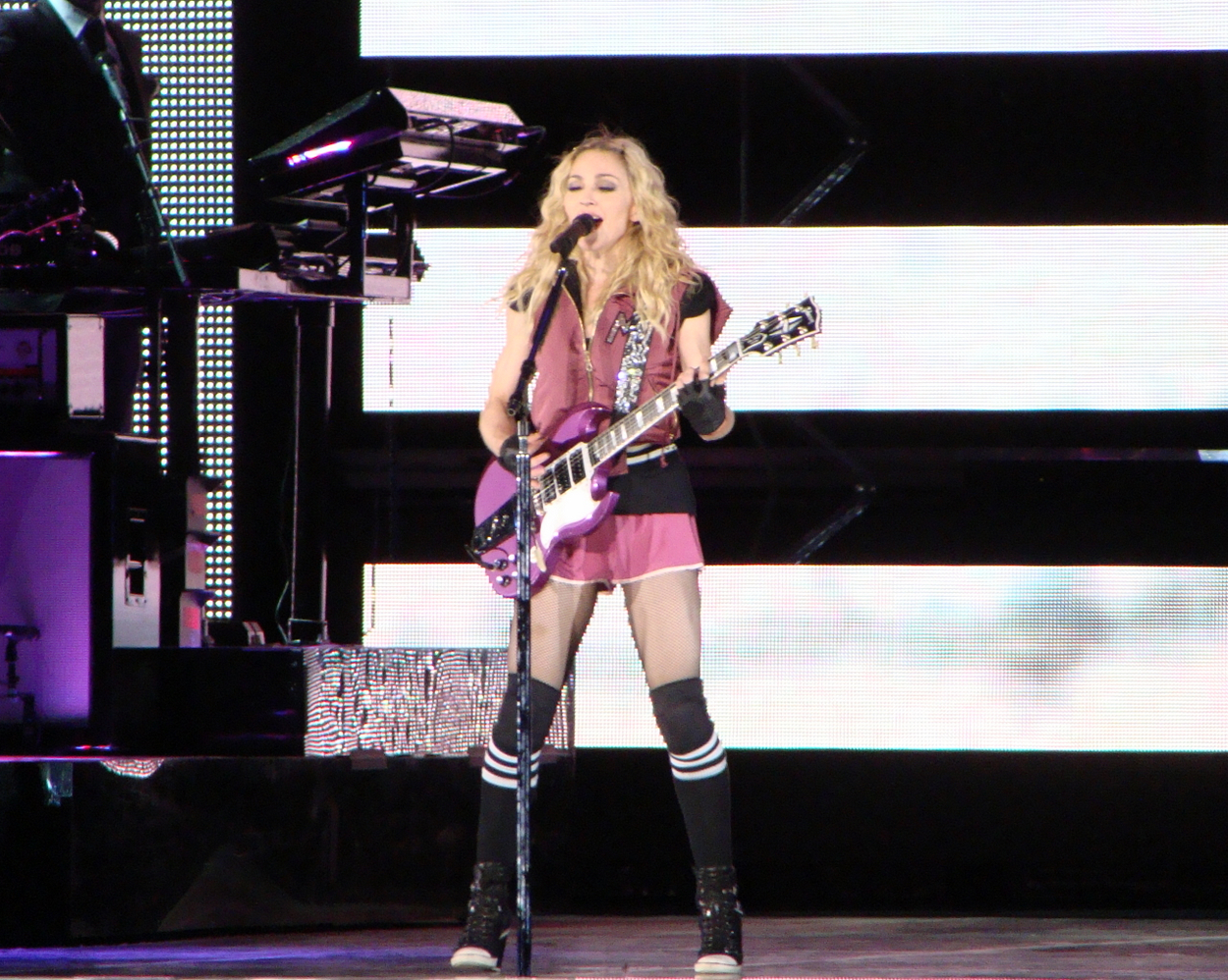
Madonna cantando una versión rock de «Borderline» con la guitarra eléctrica durante el Sticky & Sweet Tour (2008)

En 1982, Madonna se encontraba trabajando en su álbum debut con el productor de Warner Music Reggie Lucas. Después de haber trabajado en tres canciones, Lucas trajo una composición propia al proyecto, titulada «Borderline». Sin embargo, empezaron a surgir problemas entre ambos, pues la cantante no estaba contenta con el resultado final, ya que sentía que el productor utilizaba demasiados instrumentos y no tomaba en cuenta sus ideas para las canciones. Esto llevó a una disputa con Lucas, quien abandonó el proyecto sin finalizar las sesiones. Fue entonces cuando la intérprete llamó a John «Jellybean» Benitez, su pareja en esa época, para que hiciera la remezcla de «Borderline», así como de las demás pistas grabadas. Tras escuchar la versión final de la canción, Seymour Stein, presidente de la discográfica Sire Records, declaró: «Me aposté que esto iba a ser enorme, lo más grande que había tenido entre las manos, después de oír "Borderline" ... con la pasión que ella le puso a la canción, pensé, no hay nada que detenga a esta chica».
Musicalmente hablando, «Borderline» marcó un cambio en el tono de voz que Madonna normalmente utilizaba en sus canciones. Al ser una pista sentimental, habla sobre un amor que nunca se consumó del todo. Según Santiago Fouz-Hernández, en su libro Madonna's Drowned Worlds, líneas como Something in the way you love me won't let me be/I don't want to be your prisoner so baby won't you set me free retratan una rebelión en contra del machismo. Madonna utilizó una voz refinada y expresiva para esta interpretación, acompañada por la instrumentación de Lucas. Considerada como el mejor ejemplo de su relación profesional, el productor la impulsó a encontrar el fondo emocional de la canción. Aunque sonaba muy fría, el estribillo tiene un estilo similar a sus contemporáneos, y la tesitura que se aprecia fue usada por Madonna como su propio registro vocal durante toda su carrera musical. La introducción utiliza un teclado con una melodía sintetizada interpretada por Fred Zarr. El bajista Anthony Jackson duplicó el bajo sintetizado de Dean Gant para producir una textura más sólida y compleja. El coro estuvo inspirado por el sonido disco de Filadelfia de los años 1970, así como por el estilo musical de Elton John de mediados de dicha década. La secuencia de acordes proviene del tema «You Ain't Seen Nothing Yet» de Bachman-Turner Overdrive, además de que el sintetizador evoca su estilo musical característico. La melodía está compuesta en un compás de 4/4, en un tempo moderado de 120 pulsaciones por minuto. El registro de Madonna abarca de fa♯3 a si4. Sigue una progresión armónica de re–do–sol en el primer verso a si menor–mi menor–la–fa♯ antes del estribillo, y cambia a la–fa♯–si menor–la–mi y sol–re–la en el coro.

## Recepción crítica
En su biografía de Madonna, el autor J. Randy Taraborrelli dijo que fueron «Borderline» y «Holiday» las dos canciones que le permitieron establecerse en la industria musical. Agregó también que la voz sobria de la artista hizo que el sencillo fuese «lo más cercano a una producción de Motown a lo que una canción dance de los 80s podía acercarse». Maury Dean, autor de Rock 'n' Roll Gold Rush, opinó que la canción era «un eco al boogie» y elogió su «estilo descarado y magnetismo de "ven aquí"». En su libro The Complete Guide to the Music of Madonna, Rikky Rooksby dijo que el tema era armónicamente el más complejo del álbum debut de la cantante. Por otro lado, Stephen Thomas Erlewine del portal Allmusic, citó a la canción como uno de los puntos culminantes del álbum Madonna y la llamó «efervescente». Stewart Mason, del mismo sitio, también elogió el tema y sostuvo que «logró demostrar que [Madonna] era más que una cara bonita, un cuerpo de bailarina y una voz chillona [...] "Borderline" es un tesoro puro, una de esas canciones pop descaradamente comerciales que logran hacer alusión a emociones profundas». Bill Lamb de About.com dijo que la canción poseía hooks de música pop «irresistibles». De modo similar, Matthew Hocter, del portal Albumism, opinó que fue «el surgimiento de una mujer que estaba comenzando a dominar el arte del hook pop». Dave Marsh, autor de The Heart of Rock & Soul, declaró que la música era «demasiado buena para rechazarla, aunque perturbe algunos sistemas de valores morales». El autor italiano Francesco Falconi dijo que era «más refinada que sus precedentes, con un texto más comprometido y un esfuerzo vocal que hasta aquel momento le era desconocido». Ed Masley de The Arizona Republic la nombró la mejor canción del disco. Para The Quietus, Matthew Lindsay la llamó una de sus canciones más «duraderas» y «genuinamente conmovedoras».
| Madonna pasó a cantar canciones más inteligentes («Material Girl»), más llamativas («Like a Prayer») y más sensuales («Justify My Love»). Pero «Borderline», su primer gran éxito, captura la esencia de su atractivo pop, su frescura, sencillez y vitalidad. —Radhika Jones, de Time, comentando sobre «Borderline» en la lista «Las 100 mejores canciones de todos los tiempos». |

Roxanne Orgill, autora de Shout, Sister, Shout! opinó que el tema fue el que convirtió a Madonna en una estrella. Thom Duffy, del Orlando Sentinel, señaló que «Borderline» presentó a «Madonna, la estrella pop con voz de helio, y a Madonna, la sirena sexual». En 2009, la revista Blender colocó la canción en la posición 84 de su lista «Las 500 mejores canciones desde que naciste». Similarmente, la revista Time, la ubicó en «Las 100 mejores canciones de todos los tiempos». Chuck Arnold, de Entertainment Weekly, opinó que «[Madonna] nunca ha sonado más genuinamente emotiva que en la divina "Borderline"». En 2015, Joe Lynch de Billboard la consideró la décima cuarta mejor canción de la cantante y opinó que era una de las más «maduras musicalmente de su debut [...] también es una de sus mejores interpretaciones vocales iniciales: Si bien su voz arde con deseo insatisfecho, sigue estando salpicada de alegría».  Tres años después, y en conmemoración por el cumpleaños 60 de Madonna, el mismo autor lo ubicó en la posición 19 del ranking de sus 100 mejores temas; al respecto, declaró: «Si bien pudo haber sido un éxito para cualquiera, es la voz de Madonna, una abrumadora mezcla de ingenuidad dolorosa y burlona vitalidad, lo que empuja a "Borderline" al mundo enrarecido de los clásicos del pop». Del portal Medium, Richard LeBeau la llamó una «canción pop impecable con una brillante producción y una voz fuerte».
Sebas E. Alonso, de Jenesaispop, la citó como una de las más destacadas en el álbum Madonna y opinó que era «en realidad su primera canción de amor». Además, la incluyó en la decimotercera posición en el conteo de sus sesenta mejores canciones y comentó: «La composición es sublime, con una melodía preciosa que va mutando [...] la producción de teclados y sintes ultra cucos contiene elementos disco y synth-pop, pero también muy soul, algo muy perceptible en los coros femeninos, logrando que la canción sea un emblema de inicios de los 80 pero al mismo tiempo disfrutable en cualquier tiempo». Ricardo Marin, de la estación de radio mexicana Ibero 90.9, declaró que «Borderline» era uno de los ejemplos de la «tendencia bailable y sumamente alegre» en Madonna. También opinó que «remite completamente a los 80 [...] su progresión rítmica, el inocente romance descrito o los suaves meneos de cabeza que provoca —usualmente junto con pequeñas sonrisas— no incomodan ni se sienten anacrónicos, sino invitan al baile y goce». Joe Morgan, de Gay Star News, opinó que aunque «Madonna ha hecho canciones más complejas, "Borderline" es pura delicia pop». El diario colombiano El País afirmó que «Burning Up», «Holiday», «Lucky Star» y «Borderline» eran «piezas con las que la reina iniciaba su ascenso al trono».
En su reseña del álbum Madonna, Juan Puchades de la revista española Efe Eme expresó que «[Madonna] remata como intérprete en las baladas edulcoradas de ascendencia pop y tendentes al mainstream del momento, como "Borderline"». En septiembre de 2014, la revista Rolling Stone la colocó en la segunda posición de «Los 100 mejores sencillos de 1984». Carrie Grant, de la revista, sostuvo que era «una exuberancia melódica de sintetizadores, con bajos punteados», y notó además que la voz de Madonna sonaba contenida, pero emocional: «La mezcla para la radio, que le quita casi tres minutos de la canción, tiene uno de los finales más icónicos de Madonna, en el que la melodía se mantiene mientras los la la la de la cantante se desvanecen en el silencio». Para Pitchfork, Jeremy Gordon la ubicó en el puesto 106 del conteo de las 200 mejores canciones de la década de 1980; la describió como «cuatro minutos de helio emocional [...] Tiene tanto carisma, que es fácil ver por qué la catapultó a convertirse en la estrella pop más grande del mundo». Jude Rogers de The Guardian lo nombró el segundo mejor sencillo de su discografía y afirmó que era el «más gentil y suplicante» de la cantante. Finalmente, Guillermo Alonso de la edición española de la revista Vanity Fair, lo destacó como el duodécimo mejor sencillo de la cantante y comentó: «Es curioso que las letras de Madonna sobre el amor sean mucho más inspiradas en sus comienzos [...] cuando uno canta sobre el amor debería cantar sobre una fantasía y no sobre ninguna realidad. Y es lo que ella hace aquí: equiparar amor a locura cuando todavía no había conocido ninguna de las dos cosas». En los Billboard Video Music Awards de 1984, «Borderline» recibió dos nominaciones en las categorías de mejor artista nuevo y mejor coreografía.

## Recepción comercial
El sello discográfico Sire Records publicó «Borderline» como el quinto sencillo oficial del álbum Madonna el 15 de febrero de 1984. En los Estados Unidos, se convirtió en el primer tema de Madonna en llegar a las primeras diez posiciones en la lista Billboard Hot 100, pues ingresó en el décimo puesto el 16 de junio de 1984. También alcanzó la segunda posición en Hot Dance Club Songs y la vigésima tercera en el ranking de adulto contemporáneo. El 22 de octubre de 1998, la Recording Industry Association of America (RIAA) lo certificó con un disco de oro por haber distribuido 500 000 copias en el país. En Canadá, la canción debutó en el número 56 en la edición del 4 de agosto de 1984 de la revista RPM, y alcanzó su máxima posición en el número 25 el 25 de septiembre; permaneció en esa lista un total de catorce semanas.
En el Reino Unido, tras su lanzamiento original el 2 de junio de 1984, la canción ocupó el puesto 56 de las listas oficiales. Sin embargo, con un segundo lanzamiento el 1 de enero de 1986, alcanzó el número dos y se mantuvo en ese puesto por nueve semanas. En febrero de 1986, recibió un disco de oro por parte de la British Phonographic Industry (BPI). De acuerdo con la Official Charts Company, vendió 310 000 copias en el país. En el resto de Europa, «Borderline» encabezó las listas en Irlanda y estuvo entre los diez primeros lugares en Bélgica y los Países Bajos. También llegó al 23 en Suiza y al 12 en Australia. En Nueva Zelanda, debutó en el número 57 pero, tras una salida y una segunda entrada, recayó a la posición 49.

## Video musical

### Antecedentes y sinopsis

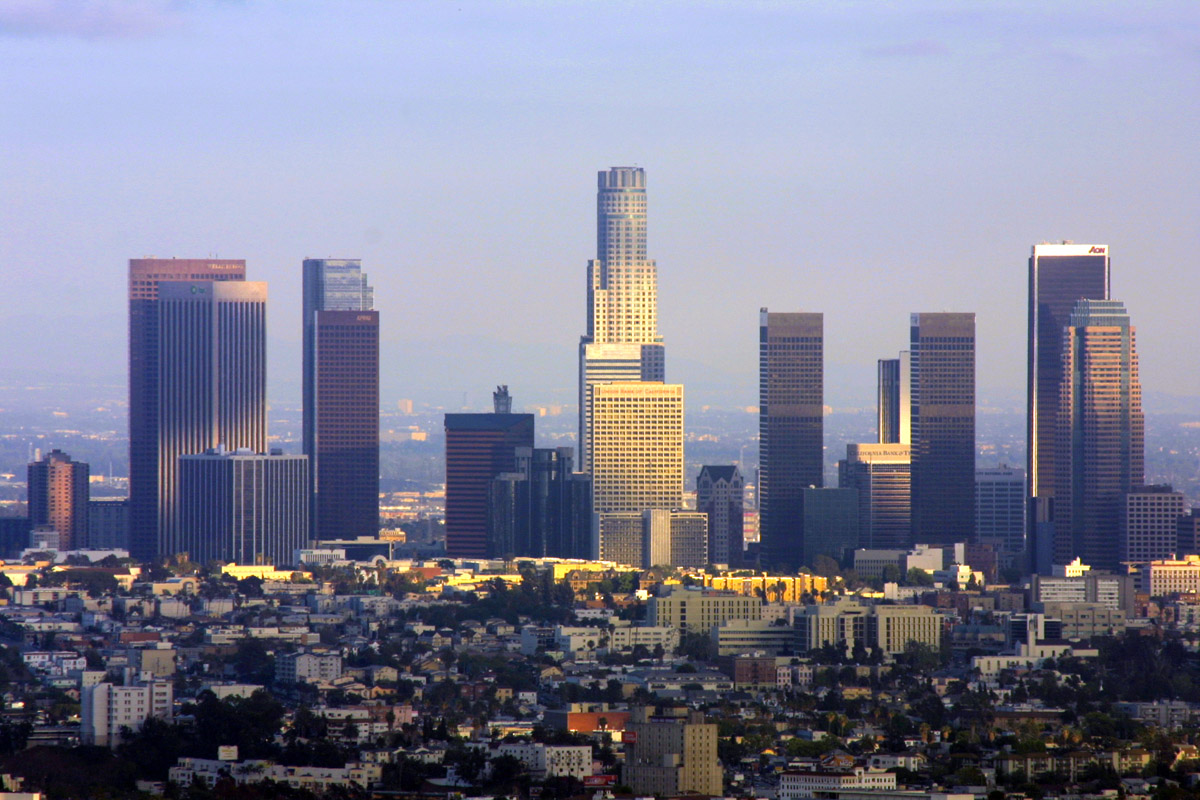
La grabación del video se llevó a cabo en la ciudad de Los Ángeles, California

Las grabaciones del video musical de «Borderline» se llevaron a cabo en distintas locaciones de Los Ángeles, del 30 de enero al 2 de febrero de 1984. También marcó la primera vez que Madonna trabajó con la directora Mary Lambert, quien más tarde dirigiría los videos de «Like a Virgin», «Material Girl», «La isla bonita» y «Like a Prayer». El video, considerado como uno de los momentos definitivos en la carrera de Madonna, ayudó a impulsar su entonces floreciente estatus de estrella cuando se empezó a transmitir por la cadena MTV. En el video, la cantante aparece con un hombre hispano que actúa como su novio. Más tarde, es cautivada por otro hombre, un  fotógrafo británico quien le pide posar y modelar para él, para luego publicar sus fotografías en la portada de una revista. El retrato de la vida callejera y las escenas de moda de alta costura, hacían referencia a la vida de la artista en los barrios multirraciales y clubes que solía frecuentar mientras su carrera estaba comenzando, así como también a la inmensa popularidad que su música empezaba a adquirir. En la historia, la cantante era una mujer emocionalmente dividida entre el fotógrafo y su novio. Su novio latino y la lucha de Madonna en la relación, representan los problemas y luchas de las mujeres hispanas con sus parejas. En la edición de enero de 1997 de la revista Rolling Stone, la directora Mary Lambert describió la trama del video:

Un chico y una chica disfrutan de los simples placeres de un amor de barrio, la chica es tentada por la fama, el chico se vuelve susceptible, la chica se vuelve famosa, pero la reacción de su nuevo amor a su comportamiento fuera de lugar (lo único que ella hizo fue grafitear su auto deportivo) hace que ella regrese con su verdadero amor.

### Análisis y recepción
| Cuando el mánager de Madonna, Freddy DeMann, vio el video de «Borderline» se puso histérico porque había mezclado escenas en blanco y negro y en color. Nadie había hecho eso antes. Se lo tuve que enseñar a todas las secretarias de la oficina para ver cómo reaccionaban, porque le daba la impresión de que había cruzado una línea que no se debía pasar. —La directora Mary Lambert hablando sobre el uso de color e imágenes en blanco y negro en el videoclip de la canción. |

La narrativa del video entrelazaba las dos relaciones en blanco y negro y a todo color. Las secuencias a color muestran a Madonna cantando y seduciendo al hombre hispano que se convierte en su novio, mientras que en las escenas en blanco y negro se le observa posando para el fotógrafo, quien también se interesaba por ella. La cantante también aparece con el cabello despeinado y recogido, guantes de encaje, botas de tacón alto con calcetines gruesos y su famoso cinturón con la inscripción «Boy Toy» En las distintas tomas, Madonna usó prendas como camisetas, chalecos, suéteres, pantalones cortados, pantalones vaqueros y hasta un par de vestidos de noche. En la secuencia de la sesión fotográfica,  se dirige a la cámara con una mirada retadora, sugiriendo una agresión sexual. En otro punto, empieza a pintar con aerosol una serie de esculturas clásicas, retratándose a sí misma como un ser transgresor que rompe las reglas y busca innovar. Otro tabú que Madonna rompió en el video, fue el de las relaciones interraciales. Aunque el principio da la impresión de que la cantante prefiere al fotógrafo en lugar del hombre latino, después lo rechaza, lo que implica su deseo de controlar sus propios placeres sexuales o de ir en contra de los límites establecidos, con líneas como «You just keep on pushing my love, over the borderline» (en español: «Sigues empujando mi amor sobre la frontera»). La imagen contrastante de Madonna, primero como una rubia con el cabello desordenado y más tarde como una mujer glamorosa, sugirió que uno puede construir su propia imagen e identidad. Retratarse como hispana también fue una idea inteligente, ya que le permitió posicionarse como una figura atractiva para los jóvenes hispanos y negros, rompiendo así las barreras raciales.
Tras su lanzamiento, el video musical atrajo la atención de varios académicos, quienes notaron una simbología de poder en las dos escenas contrastantes. El fotógrafo, cuyo estudio está decorado con esculturas clásicas y desnudas que sostienen lanzas en un símbolo fálico. Por otra parte, los símbolos fálicos retratados en el barrio Latino incluyen una farola, de la cual Madonna se sostiene y se balanceaa, y el palo de billar que su amante mantiene erguido. El autor Andrew Metz comentó que con estas escenas, Madonna estaba mostrando su punto de vista acerca del uso de la feminidad como un poder supremo. Carol Clerk dijo que los vídeos de «Lucky Star» y «Borderline» establecieron a Madonna no como «la chica de al lado», sino como una mujer inteligente y astuta, aunque a la vez divertida. Las prendas que usó en el video fueron utilizadas por diseñadores como Karl Lagerfeld y Christian Lacroix en la Semana de la moda en París de ese mismo año. Douglas Kellner, en su libro Media Culture: Cultural Studies, Identity, and Politics Between the Modern and the Postmodern, opinó que en el video se podían ver imágenes y estrategias que ayudaron a Madonna en su viaje al estrellato. José Casesmeiro Osorio, de la revista Shangay Express, sostuvo que fue su primer videoclip que narraba una historia. Francesco Falconi sostuvo que no era «nada del otro mundo», pero destacó el «efecto estético» de la cantante como «una bomba». Matthew Lindsay comparó la trama con la cinta Mahogany (1975), protagonizada por Diana Ross, y con el trabajo del director John Hughes. En 2013, Louis Virtel de NewNowNext lo colocó en la decimotercera posición de sus 55 mejores vídeos y escribió: «¿Recuerdan los tiempos más simples en los que Madonna podía grafitear y quedar plantada en un salón de billar, y con eso bastaba para un hermoso video? [...] Su anhelo es contagioso, incluso si está vestida con calcetines y tacones amarillos». En 2015, la revista Out lo incluyó en el decimoquinto lugar de los «20 vídeos con más estilo» de la artista, y notó influencias en el de «We Found Love» (2011) de Rihanna. Louise Gannon, del Daily Mail, expresó que «resume perfectamente a la Madonna joven: chillona, adorable y luciendo como si acabara de comprar todo en una tienda de segunda mano». Bill Lamb de About.com lo consideró su décimo mejor vídeo, y expresó que era «posiblemente el primero [en su carrera] que expresó un interés en llevar la joven expresión artística en nuevas direcciones desafiantes». Por último, Katia Silveria de VIX.com dijo que fue uno de los primeros con los que la cantante «mostró su rebeldía» y lo incluyó en el sexto puesto de los «10 provocativos videoclips de Madonna que rompieron barreras en la música». Figuró en los recopilatorios The Immaculate Collection (1990) y Celebration: The Video Collection (2009).

## Interpretaciones en directo

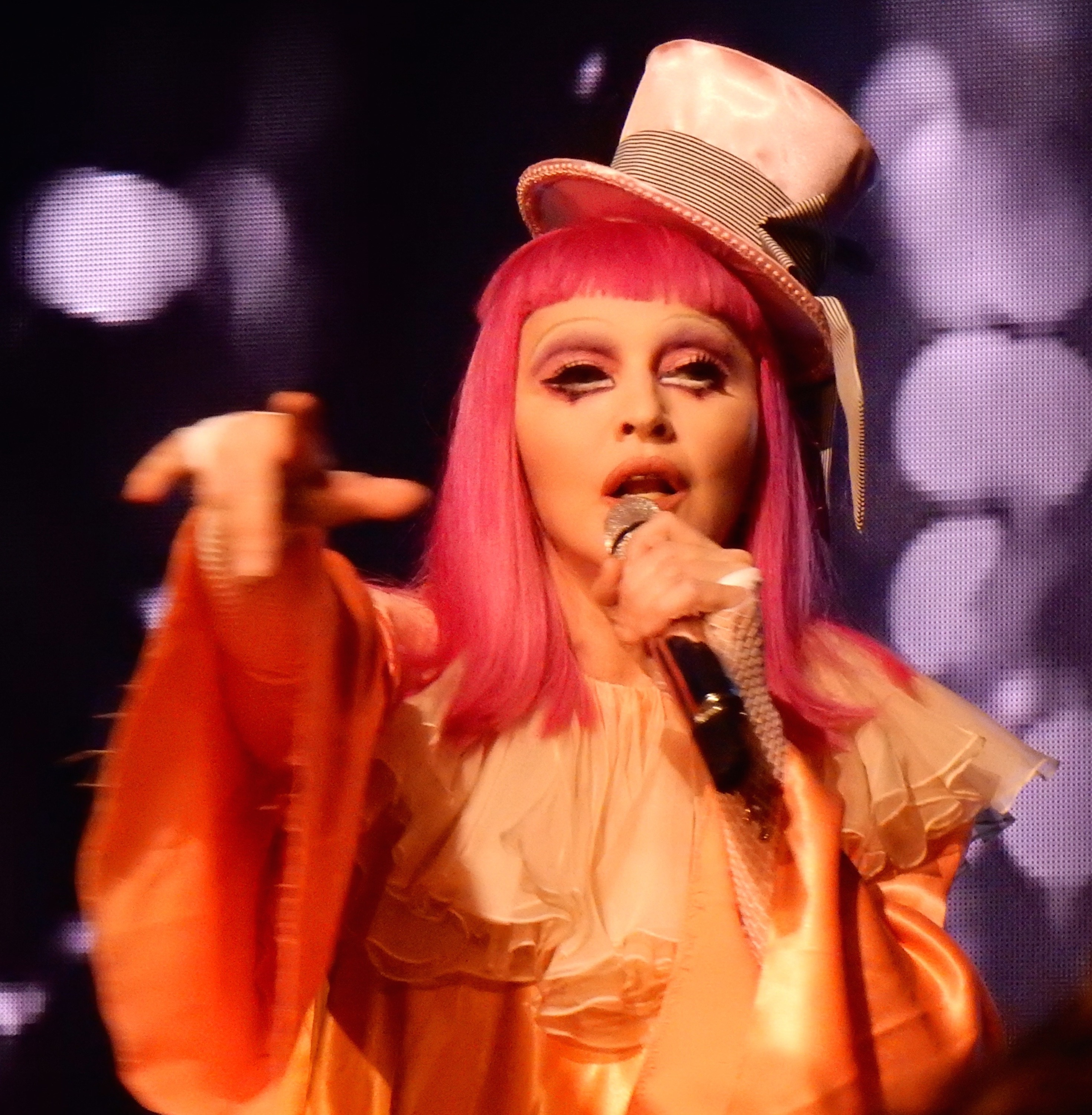
Madonna cantando el tema durante el concierto especial de Melbourne, Tears of a Clown

El 13 de febrero de 1984, Madonna se presentó en el programa estadounidense The Dance Show e interpretó «Borderline» acompañada de su hermano Christopher y la bailarina Erika Belle. «Borderline» también se incluyó en dos de las giras de la intérprete: Virgin (1985) y Sticky & Sweet Tour (2008). En la primera, era la segunda canción del segundo acto del espectáculo. La cantante usó un top negro con flequillos y una falda a juego, con el ombligo expuesto y varios crucifijos de tamaños distintos colgados en diferentes partes de su cuerpo. Cantó la versión original de la canción, aunque decidió omitir el segundo verso. Apareció desde detrás de una silueta y bajó los escalones mientras saludaba a los espectadores y cantaba. «Borderline» es una de las tres actuaciones que no se incluyeron en el vídeo Madonna Live: The Virgin Tour, publicado por Warner Bros. En el Confessions Tour de 2006 se usó en una introducción de «Music» (2000), junto con otras canciones como «Holiday», «Dress You Up» (1985) y «Erotica» (1992).
Madonna volvió a interpretar la canción en la primera etapa de la gira Sticky & Sweet Tour, realizada en 2008. Aquí, formó parte del segundo acto del concierto, titulado Old School —en español: Vieja escuela—. El vestuario consistió en unos shorts rojos, un chaleco y calcetínes negros, creados por el diseñador Jeremy Scott, quien se basó en los días de la cantante cuando llegó por primera vez a Nueva York. Madonna cantó una versión rock del tema con una guitarra eléctrica morada; en las pantallas de fondo, se mostraban caricaturas del artista Keith Haring e imágenes geométricas. En su reseña del concierto en Nueva Jersey, Jon Pareles del New York Times calificó la interpretación como «entusiasta», mientras que para Chris Gray del Houston Press, se trató de «uno de varios [números] en los que [Madonna] demostró que su guitarra eléctrica era mucho más que solo un accesorio». Dos de los espectáculos realizados en Buenos Aires se grabaron y el sencillo se incluyó en el álbum en directo Sticky & Sweet Tour (2010). Para la segunda etapa de la gira en 2009, quitó «Borderline» del repertorio y en su lugar cantó «Dress You Up».
Ocho años después, Madonna incluyó «Borderline» como parte del concierto especial Madonna: Tears of a Clown, realizado el 10 de marzo de 2016 en el Forum Theatre de la ciudad de Melbourne, Australia. La cantante salió al escenario montada sobre un triciclo y vestida de payaso, con una peluca rosada y calcetines rayados. Antes de la actuación, comentó: «No tengo trastorno límite de la personalidad, pero sí estoy un poco borderline». Monica Tan, de The Guardian, elogió a la cantante por «saber que sus bromas eran malas, pero usarlas como introducción a [las] canciones». Por su parte, el portal Jenesaispop señaló un contraste entre la «solemnidad» del tema y el atuendo de la cantante. El 10 de junio de 2016, Madonna se presentó en el programa de televisión estadounidense The Tonight Show Starring Jimmy Fallon, donde interpretó una versión lenta y de estilo soul de «Borderline»; esa noche, estuvo como invitado al programa el 44.º presidente de los Estados Unidos de América, Barack Obama.

## Versiones de otros artistas y usos en la cultura popular
En el año 2000 el vocalista de la banda ohGr, Nivek Ogre, realizó una versión Electro-Industrial de la canción, que fue incluida en el álbum tributo,  Virgin Voices: A Tribute to Madonna, Vol. 2. Heather Phares, del portal Allmusic, criticó esta versión; comentando que «no daba la talla». La banda de Chicago Showoff, versionó la canción para el álbum Pop Goes Punk. Jody Watley incluyó su versión del tema, en su álbum The Makeover. El dúo musical Chapin Sisters hizo una versión folk del tema que se incluyó en el álbum tributo de 2007 Through The Wilderness. La cantautora galesa Duffy, cantó «Borderline» durante el festival de 2008, BBC Radio 1's Big Weekend. La banda de rock alternativo The Flaming Lips, junto con Stardeath and White Dwarfs, versionó el tema para el álbum recopilatorio de 2009 de Warner Bros., Covered, A Revolution in Sound. En su reseña del álbum, Stephen Thomas Erlewine de AllMusic, sostuvo que esta versión estaba «completamente fuera de lugar». La banda norteamericana Counting Crows cantó la canción durante un concierto en el Royal Albert Hall en 2003. Una versión de estudio, calificada por ABC News como «decepcionante», se publicó en la página oficial de la banda en 2009. En la serie de televisión estadounidense Glee, los actores Lea Michele y Cory Monteith realizaron un popurrí de «Borderline» y la otra canción de Madonna, «Open Your Heart» (1986). En enero de 2021, Kelly Clarkson cantó el tema durante una transmisión de su programa The Kelly Clarkson Show. Por último,  en el segundo episodio de la novena temporada de la serie de comedia Will & Grace, «Who's Your Daddy?», el personaje de Will (Eric McCormack) confiesa que «Borderline» lo ayudó a superar una mala ruptura amorosa.

## Lista de canciones y formatos
| Sencillo de 7" |                                |          |  |
| N.º            | Título                         | Duración |  |
| 1.             | «Borderline» (Versión editada) | 4:02     |  |
| 2.             | «Think of Me»                  | 4:55     |  |

| Sencillo de 7" |                                         |          |  |
| N.º            | Título                                  | Duración |  |
| 1.             | «Borderline» (Versión editada)          | 4:02     |  |
| 2.             | «Physical Attraction» (Versión editada) | 3:56     |  |

| Maxisencillo de 12" |                        |          |  |
| N.º                 | Título                 | Duración |  |
| 1.                  | «Borderline» (New Mix) | 6:57     |  |
| 2.                  | «Lucky Star» (New Mix) | 7:14     |  |

| Sencillo de 12" |                                |          |  |
| N.º             | Título                         | Duración |  |
| 1.              | «Borderline» (US Remix)        | 6:57     |  |
| 2.              | «Borderline» (Versión editada) | 4:02     |  |
| 3.              | «Borderline» (Versión dub)     | 5:48     |  |

| Sencillo de 12" |                            |          |  |
| N.º             | Título                     | Duración |  |
| 1.              | «Borderline» (US Remix)    | 6:57     |  |
| 2.              | «Borderline» (Versión dub) | 5:48     |  |
| 3.              | «Physical Attraction»      | 6:42     |  |

## Créditos
- Madonna – voz
- Reggie Lucas - letrista, productor, guitarras,  programación de tambor
- Fred Zarr - Sintetizadores, Pianos (Acústico y eléctrico)
- Dean Gant - Sintetizadores, Pianos (Acústico y eléctrico)
- Ed Walsh - Sintetizadores
- Anthony Jackson - Bajo eléctrico
- Ira Siegal - Guitarras
- Bobby Malach - Saxofón tenor
- Gwen Guthrie, Brenda White y Chrissy Faith - coros

Créditos adaptados de las notas de Madonna.

## Posicionamiento en listas
| País (Lista 1984)                  | Máxima posición |
| ---------------------------------- | --------------- |
| Australia (Kent Music Report)      | 12              |
| Bélgica Flandes (Ultratop)         | 3               |
| Canadá (RPM)                       | 25              |
| Estados Unidos (Billboard Hot 100) | 10              |
| Estados Unidos (Adult Conemporary) | 23              |
| Estados Unidos (Dance Club Songs)  | 2               |
| Irlanda (IRMA)                     | 1               |
| Nueva Zelanda (RMNZ)               | 47              |
| Países Bajos (Dutch Top 40)        | 2               |
| Países Bajos (Single Top 100)      | 3               |
| Reino Unido (UK Singles Chart)     | 2               |
| Suiza (Schweizer Hitparade)        | 23              |

| País (Lista 1984)                  | Posición |
| ---------------------------------- | -------- |
| Australia (Kent Music Report)      | 75       |
| Estados Unidos (Billboard Hot 100) | 35       |
| País (Lista 1986)                  | Posición |
| Reino Unido (UK Singles Chart)     | 50       |

## Certificaciones
| País (organismo certificador) | Certificación |
| ----------------------------- | ------------- |
| Estados Unidos (RIAA)         | Oro           |
| Reino Unido (BPI)             | Oro           |